# 川崎ゆかり
川崎 ゆかり（かわさき ゆかり 10月10日  - ）は、神奈川県出身のナレーター・DJ。大沢事務所所属。

## 人物
血液型はO型。
都内の私立大学文学部卒業。広告代理店勤務を経てナレーターに転身。

## 出演番組
- VOICE...（J-WAVE）※
- ザ・リーダー（TOKYO MX）
- ランキンシャッフル（USEN）※
- NEW DISC PARADISE （USEN）
- AXN BUZZ＋（AXN）

※終了

## ナレーション

### TVCMナレーション
- ノーカロリー コカ・コーラ
- プロアクティブ
- Sony Ericsson
- veet
- モッズヘア
- ハーゲンダッツ
- メニコン
- DeBeers
- LION バストロジー
- ブルボン GI Dr.
- ルノー グラスルーフカブリオレ
- P&G MAX Factor

### その他
- AIR DO インフライトプログラム ナレーション